# .cd
.cd는 콩고 민주 공화국의 인터넷 국가 코드 최상위 도메인이다. 2001년에 삭제된 .zr을 대체하기 위해 1997년에 만들어졌다.
.com.cd, .net.cd, .org.cd와 같은 이름을 제외하고 전 세계의 누구나 .cd 도메인을 일정한 비용을 내고 등록할 수 있다. 이 최상위 도메인은 콤팩트 디스크의 약자도 될 수 있기 때문에 매우 인기가 있다. (.fm, .am, .tv, .ws, .dj도 이와 비슷하다.) 이러한 독특한 도메인 이용은 도메인 핵이라 부른다.